# NGC 1101
NGC 1101 è una galassia lenticolare situata nella costellazione della Balena, a una distanza di circa 331 milioni di anni luce dalla nostra Via Lattea.

## Scoperta
La galassia è stata scoperta il 22 novembre 1876 dall'astronomo francese Édouard Stephan.

## Descrizione
NGC 1101 presenta una larga riga a 21 cm dell'idrogeno neutro ed è una radiogalassia del tipo a spettro continuo (Flat-Spectrum Radio Source).